# Valašská rallye 2010
29. Sheron Valašská Rally 2010 byl úvodní podnik šampionátu Mezinárodní mistrovství České republiky v rallye 2010. Zvítězil zde Pavel Valoušek s vozem Škoda Fabia S2000. Soutěž měla 12 rychlostních zkoušek o délce 180 km. Na start bylo přihlášeno 62 posádek.

## Průběh soutěže
Pavel Valoušek zde poprvé startoval s tovární podporou týmu Škoda Motorsport. Úvodní test ale vyhrál Václav Pech mladší s vozem Mitsubishi Lancer EVO IX. Valoušek byl druhý a třetí Roman Kresta s vozem Peugeot 207 S2000. Pech poté vyhrál i několik dalších úseků a tak vyhrál celou první etapu. První test druhé etapy vyhrál Valoušek a opět začal bojovat s Pechem o vítězství. Pech svůj náskok ještě navýšil na rovinatém úseku. Kresta dostal penalizaci za předčasný start. Předposlední test ale Kresta vyhrál a smazal polovinu své ztráty. Jenže v posledním testu Kresta po poruše odstoupil. Ve stejném testu havaroval i Jaroslav Orsák. V posledním testu zvítězil Valoušek a podařilo se mu porazit vedoucího Pecha i celkově. Třetí skončil Jaromír Tarabus s vozem Ford Fiesta S2000. Další jezdci dojeli v pořadí Odložilík, Solowow a Tlusťák.

## Výsledky
1. Pavel Valoušek, Zdeněk Hrůza - Škoda Fabia S2000
2. Václav Pech mladší, Petr Uhel - Mitsubishi Lancer EVO IX
3. Jaromír Tarabus, Daniel Trunkát - Ford Fiesta S2000
4. Roman Odložilík, Martin Tureček - Škoda Fabia S2000
5. Michal Solowow, Maciej Baran - Peugeot 207 S2000
6. Antonín Tlusťák, Jan Škaloud - Škoda Fabia S2000
7. Josef Peták, Alena Benešová - Peugeot 207 S2000
8. Václav Arazim, Julius Gál - Mitsubishi Lancer EVO IX
9. Lukasz Habaj, Jacek Spentany - Mitsubishi Lancer EVO IX
10. Vojtěch Štajf, Marcela Dolečková-Ehlová - Subaru Impreza STI